# Sicalis raimondii
Sicalis raimondii là một loài chim trong họ Thraupidae.